# کیت مکای
کیت مکای (انگلیسی: Keith Mackay؛ زادهٔ ۸ دسامبر ۱۹۵۶) بازیکن فوتبال اهل نیوزیلند بود.
وی همچنین در تیم ملی فوتبال نیوزیلند بازی کرده‌است.